# ناینول (هاوایی)
ناینول (به انگلیسی: Nīnole) یک منطقهٔ مسکونی در ایالات متحده آمریکا است که در شهرستان هاوایی، هاوایی واقع شده‌است. ناینول ۲۵٫۹۱ متر بالاتر از سطح دریا واقع شده‌است.